# Remigius Faesch (Baumeister)

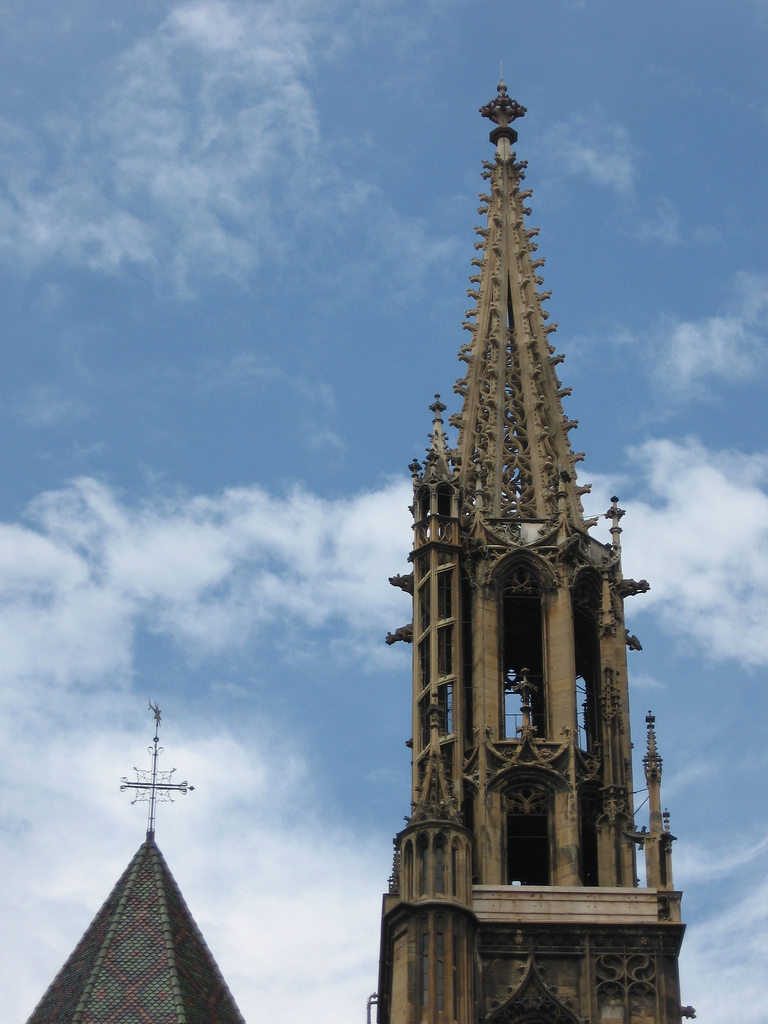
Turmhelm des Münsters zu Thann

Remigius Faesch (auch Remy Faesch, Ruman Faesch) (* um 1460 in Basel; † 1533 oder 1534 in Thann, Elsass) war ein Baumeister der Spätgotik. Sein bedeutendstes Werk ist der Turmhelm des Münsters von Thann im Elsass.

## Leben und Wirken
Remigius Faesch war Sohn des Basler Steinmetzen Nikolaus Faesch und tritt 1476 erstmals in den Quellen als Steinmetz auf. Im Jahr 1487 wird er städtischer Werkmeister von Basel, wo er Profan- und Sakralbauten errichtete, so das «Zunfthaus zum Schlüssel» (1486–1488), den «Engelhof» und das Chorgewölbe der Basler Kartause (1488).
Um 1491 ging er als Münsterbaumeister nach Thann, wo er mit der Turmvollendung 1506–1516 sein Hauptwerk schuf. Außerdem stammen die Gewölbe des Mittelschiffs und des nördlichen Seitenschiffs im Thanner Münster von ihm.
1503 wurde er Münsterbaumeister von Basel, blieb aber in Thann wohnhaft und hinterliess am Basler Münster keine Spuren seiner Tätigkeit. 1506 wurde er als Experte beim Bau des Berner Münsters beigezogen.